# 時尚教主—黛安娜佛里蘭
《時尚教主─黛安娜佛里蘭》（英語：Diana Vreeland: The Eye Has to Travel）是一部關於黛安娜·佛里蘭生平及其職業生涯的2011年紀錄片，她以在《哈潑時尚》和《時尚》的工作而聞名。電影由黛安娜·佛里蘭的孫媳麗莎‧英莫迪諾‧佛里蘭導演，合作執導的還包括班-裘登‧貝爾門和費德里柯‧鄭，並於2011年的威尼斯國際影展和特柳賴德影展首映。影片總時長86分鐘，設有英文、法文與義大利文字幕。

## 反響
影片獲得多數正面評價，來自《好萊塢報導》的約翰‧蒂佛爾評論說：「在這部充滿活力、娛樂性和時尙旖旎的紀錄片成為世界各地時尙達人DVD架上必不可少的收藏前，値得先為它來一趟精彩的藝術之旅。」
傑‧韋斯柏在《綜藝》上寫到：「很少有名字能奇蹟般的再現黛安娜的熱情『風尙』，但《時尚教主─黛安娜佛里蘭》這部紀錄片正好抓住了這一點。」
目前，電影在爛番茄上錄得94%的好評率，並在以10為滿分的平均分中獲得7.1分。。
2023年3月，本片在爛蕃茄發表「270部由21世紀女性執導的電影佳作」清單榜上有名。

## 外部連結
- 互联网电影数据库（IMDb）上《時尚教主─黛安娜佛里蘭》的资料（英文）
- 開眼電影網上《時尚教主─黛安娜佛里蘭 （页面存档备份，存于）》的資料 （繁體中文）
- 香港外語電影資料網上《戴安娜蕙蘭：時尚太后 （页面存档备份，存于）》的資料 （繁體中文）